# David Amigo
David Amigo Calamardo (Madrid, España, 22 de octubre de 2002) es un futbolista español. Actualmente juega en el CD Guadalajara de Segunda Federación como delantero.

## Trayectoria
David se formó en las categorías inferiores del Parla Escuela. En 2016, se incorporó a la cantera del CF Fuenlabrada para jugar en categoría cadete.  
Durante la temporada 2020-21, aún en edad juvenil, formaría parte de la plantilla del Club de Fútbol Fuenlabrada Promesas Madrid 2021 de la Tercera División de España.
El 19 de mayo de 2021, hizo su debut con el Club de Fútbol Fuenlabrada en la Segunda División de España, en un encuentro que acabaría por derrota por un gol a cero frente a la UD Logroñes. David entró al campo en el minuto 85 del encuentro.
En la temporada 2021-22, tras realizar la pretemporada con el primer equipo del Club de Fútbol Fuenlabrada, es asignado al Club de Fútbol Fuenlabrada Promesas Madrid 2021 de la Tercera División RFEF y tendría participaciones con el primer equipo, donde jugaría minutos frente a la UD Ibiza, Girona FC y UD Las Palmas, entre otros. Durante el resto de la temporada, volvería a ser un asiduo del primer equipo.
Tras su paso en la 2023-24 por el Cádiz CF Mirandilla, en la 2024-25 ficha por el CD Guadalajara de Segunda Federación.

## Clubes
| Club                                | País   | Año       |
| ----------------------------------- | ------ | --------- |
| CF Fuenlabrada Promesas Madrid 2021 | España | 2020-2022 |
| CF Fuenlabrada                      | España | 2022-2023 |
| Cádiz CF Mirandilla                 | España | 2023-2024 |
| CD Guadalajara                      | España | 2024-Act. |